# Pique
A Pique egy folyó Franciaország területén, a Garonne bal oldali mellékfolyója.

## Földrajzi adatok
Haute-Garonne megyében, a Pireneusokban ered 2694 m magasan, és Saint-Béat-nál torkollik a Garonne-ba.

## Megyék és városok a folyó mentén
- Haute-Garonne  (31)  : Bagnères-de-Luchon , Cierp-Gaud

## Mellékfolyói
- Lis és az One.